# Vrba vlnatá
Vrba vlnatá (Salix lanata) je subarktický až arktický druh vrby, vyskytující se hojně v polárních oblastech Sibiře, Skandinávie, Islandu, na Faerských ostrovech a v nejsevernějších oblastech Skotska. Ze Špicberk jsou známy pouze samčí rostliny.

## Popis
Vrba vlnatá je keř nepřesahující většinou výšku 1 metru (v severním Norsku až 3 m). Hlavním rozpoznávacím znakem jsou plstnaté listy a stonky, ze stonků věkem se odění může vytrácet. Listy jsou řapíkaté, s okrouhlou čepelí širokou 2–4 cm a dlouhou 2–7 cm, zašpičatělou na konci a celistvým okrajem a podepřen dvěma palisty.
Rostliny jsou dvoudomé, kvetou v červenci až srpnu. Samčí květ obsahuje dvě tyčinky a samičí květ má 2–4 větvenou bliznu.
Plodem je žlutá až červená tobolka o velikosti 5×2 mm.

## Ekologie
Roste hojně v tundře v širokém spektru biotopů: od arktických trávníků až po kamenná pole. Častá je v místech, kde zůstává neroztátý sníh poměrně dlouhou dobu v rámci sezóny.

## Rozmnožování
Vrba vlnatá je dvoudomá, vytváří jedince oddělených pohlaví. Je proto obligátně cizosprašná a opylována je nejspíš pouze hmyzem. Semena jsou opatřena chmýrem a šíří se tak účinně větrem.
Mimo to se často množí klonálně pomocí oddenků.